# فرانک پریو
فرانک پریو (انگلیسی: Franck Priou؛ زادهٔ ۱۷ اکتبر ۱۹۶۳) بازیکن فوتبال اهل فرانسه است.
از باشگاه‌هایی که در آن بازی کرده‌است می‌توان به باشگاه فوتبال المپیک لیون، باشگاه فوتبال کان، باشگاه فوتبال سوشو، باشگاه فوتبال کن، و باشگاه فوتبال سن-اتین اشاره کرد.